# Forvo
Forvo – serwis umożliwiający odsłuchiwanie wymowy słów w wielu językach, co ułatwiać ma naukę języków obcych. Strona rozwija się od 2007 roku i stanowi, według twórców, największy w Internecie zbiór wskazówek dotyczących wymowy słów.
Wszystkie nagrania słów tworzone są przez użytkowników serwisu. Mają oni także możliwość oddawania głosów na poszczególne nagrania, co umożliwia weryfikację przydatności klipów, a także promowanie najlepiej ocenionych próbek słów na liście dostępnych słów.
Do nagrywania dźwięków w serwisie używana jest technologia Adobe Flash. API Forvo umożliwia wykorzystywanie próbek wymowy  na innych stronach WWW.